# Gascueña (kommunhuvudort)
Gascueña är en kommunhuvudort i Spanien.   Den ligger i provinsen Provincia de Cuenca och regionen Kastilien-La Mancha, i den centrala delen av landet, 100 km öster om huvudstaden Madrid. Gascueña ligger 931 meter över havet och antalet invånare är 150.
Terrängen runt Gascueña är kuperad norrut, men söderut är den platt. Runt Gascueña är det mycket glesbefolkat, med 2 invånare per kvadratkilometer. Närmaste större samhälle är Villalba del Rey, 11,5 km nordväst om Gascueña. Trakten runt Gascueña består till största delen av jordbruksmark.